# Крут (Калвадос)
Крут (фр. Croupte) насеље је и општина у северној Француској у региону Доња Нормандија, у департману Калвадос која припада префектури Лисје.
По подацима из 2011. године у општини је живело 133 становника, а густина насељености је износила 38,55 становника/km². Општина се простире на површини од 3,45 km². Налази се на средњој надморској висини од 180 метара (максималној 189 m, а минималној 108 m).

## Демографија
| 1962. | 1968. | 1975. | 1982. | 1990. | 1999. | 2011. |
| ----- | ----- | ----- | ----- | ----- | ----- | ----- |
| 73    | 76    | 68    | 71    | 77    | 73    | 133   |

График промене броја становника у току последњих година